# IFPI Dinamarca
El IFPI Dinamarca es la rama danesa de la Federación Internacional de la Industria Fonográfica (IFPI) y es el proveedor oficial de gráficos y el organismo de certificación de ventas de Dinamarca.

## Premios de oro y platino
Los premios de oro y platino se otorgaron por primera vez en Dinamarca a principios de la década de 1990. Los requisitos de venta son los mismos para el repertorio nacional e internacional. Tenga en cuenta que el sistema de certificación danés para productos musicales se otorga en función de los envíos.

### Álbumes
| Certificación | Antes de 1994 | Antes de 1994 | Desde abril de 2003 | Desde el 1 de febrero de 2007 | Desde el 7 de enero de 2011 |
| ------------- | ------------- | ------------- | ------------------- | ----------------------------- | --------------------------- |
| Oro           | 50,000        | 25,000        | 20,000              | 15,000                        | 10,000                      |
| Platino       | 80,000        | 50,000        | 40,000              | 30,000                        | 20,000                      |

### Sencillos
| Certificación | Antes de febrero de 2007 | Desde el 1 de febrero de 2007 | Desde abril de 2009 | Desde el 17 de noviembre de 2014 | Desde el 1 de abril de 2016 |
| ------------- | ------------------------ | ----------------------------- | ------------------- | -------------------------------- | --------------------------- |
| Oro           | 4,000                    | 7,500                         | 15,000              | 30,000                           | 45,000                      |
| Platino       | 8,000                    | 15,000                        | 30,000              | 60,000                           | 90,000                      |

Solamente streaming
| Certificación Streaming instituido en enero de 2011 | Antes del 30 de enero de 2012 | Desde el 30 de enero de 2012 | Desde el 1 de mayo de 2012 | Desde el 21 de marzo de 2014 | Desde el 17 de noviembre de 2014     |
| --------------------------------------------------- | ----------------------------- | ---------------------------- | -------------------------- | ---------------------------- | ------------------------------------ |
| Oro                                                 | 50,000                        | 450,000                      | 900,000                    | 1,300,000                    | Streaming está incluido en Descargas |
| Platino                                             | 100,000                       | 900,000                      | 1,800,000                  | 2,600,000                    | Streaming está incluido en Descargas |

### DVD
Video-single DVD
| Certification | Desde 2007 |
| ------------- | ---------- |
| Oro           | 7,500      |
| Platino       | 15,000     |

DVD de larga duración
| Certificaciones | Ans de febrero de 2007 | Desde febrero de 2007 | Desde el 7 de enero de 2011 |
| --------------- | ---------------------- | --------------------- | --------------------------- |
| Oro             | 20,000                 | 15,000                | 10,000                      |
| Platino         | 40,000                 | 30,000                | 20,000                      |